# أدم ياكوبيش
أدم ياكوبيش (بالسلوفاكية: Adam Jakubech) هو لاعب كرة قدم سلوفاكي في مركز حارس المرمى ولد في يوم 2 يناير 1997 في مدينة بريشوف في سلوفاكيا، يلعب حالياً مع نادي ليل في فرنسا وسبق له اللعب مع نادي تاتران بريشوف ونادي سبارتاك ترنافا، في سنة 2017 بدأ باللعب مع منتخب سلوفاكيا لكرة القدم ويبلغ طوله 190 سم.

## روابط خارجية
- أدم ياكوبيش على موقع الاتحاد الأوربي (الإنجليزية)
- أدم ياكوبيش على موقع قاعدة بيانات كرة القدم.إي يو (الإنجليزية)
- أدم ياكوبيش على موقع بيانات كرة القدم. دي إي (الألمانية)
- أدم ياكوبيش على موقع ليكيب (الفرنسية)
- أدم ياكوبيش على موقع ناشيونال فوتبول تيمز (الإنجليزية)
- أدم ياكوبيش على موقع Soccerway.com (الإنجليزية)
- أدم ياكوبيش على موقع عالم كرة القدم.نت (الإنجليزية)